# Cot Guendrieng
Cot Guendrieng är en kulle i Indonesien.   Den ligger i provinsen Aceh, i den västra delen av landet, 1 800 km nordväst om huvudstaden Jakarta. Toppen på Cot Guendrieng är 145 meter över havet.
Terrängen runt Cot Guendrieng är kuperad åt nordost, men åt sydväst är den platt. Terrängen runt Cot Guendrieng sluttar västerut.Runt Cot Guendrieng är det tätbefolkat, med 257 invånare per kvadratkilometer. Närmaste större samhälle är Banda Aceh, 12,8 km väster om Cot Guendrieng. Omgivningarna runt Cot Guendrieng är en mosaik av jordbruksmark och naturlig växtlighet.